# Arshatnāb
Arshatnāb (persiska: ارشتناب) är en ort i Iran.   Den ligger i provinsen Östazarbaijan, i den nordvästra delen av landet, 500 km nordväst om huvudstaden Teheran. Arshatnāb ligger 1 866 meter över havet och antalet invånare är 182.
Terrängen runt Arshatnāb är lite kuperad.Runt Arshatnāb är det ganska glesbefolkat, med 43 invånare per kvadratkilometer. Närmaste större samhälle är Bostānābād, 12,1 km sydost om Arshatnāb. Trakten runt Arshatnāb består i huvudsak av gräsmarker.